# Lluc Visconti
Lluc Visconti (en llombard: Luchin Viscont) (1292 - Milà, Senyoriu de Milà 1349) fou el senyor de Milà entre 1339 i 1349.

## Orígens familiars
Va néixer vers l'any 1292 sent fill de Mateu I Visconti i Bonacosa Borri. Fou net per línia paterna de Teobald Visconti i Anastasia Pirovano, i germà de Galeàs I Visconti, Joan Visconti i Esteve Visconti.

## Núpcies i descendents
Es va casar el 1316 amb Caterina Spinola, filla d'Oberto Spinola. D'aquesta unió no tingueren fills.
El 1318 es va casar, en segones núpcies, amb Elisabetta Fieschi, filla de Carlo Capitano i neboda del papa Adrià V. D'aquesta unió tampoc tingueren fills.
Es casà el 1339, en terceres núpcies, amb Violant de Saluzzo, filla de Tomàs I de Saluzzo. D'aquesta unió nasqué:
- Lluc Visconti (1346-1399)

Va tenir, així mateix, dos fills il·legítims: 
- Brizio (?-1356), poeta i senyor de Tortona i Lodi
- Borso

## Senyor de Milà
El 1315 fou nomenat senyor de Pavia, i cinc anys després va aconseguir ser nomenat podestà de Vigevano, on va construir un castell les ruïnes del qual encara es conserven. El 1323 va ser excomunicat per heretgia al costat de tota la seva família.
A l'ascens el 1329 del seu nebot Assó Visconti al poder del Senyoriu de Milà fou associat al poder juntament amb el seu germà Joan Visconti. El 20 de febrer de 1339 va aconseguir la victòria en la important batalla de Parabiago contra el seu cosí Lodrisi Visconti, aconseguint aturar les aspiracions successòries d'aquest a Milà.
Per assegurar el govern als seus nebots Mateu, Bernabé i Galeàs, tots ells fills del seu germà Esteve Visconti, va contractar un exèrcit de mercenaris que els havia de donar suport a la seva mort. Però mentre, i per a no tenir aquest exercèti sense ocupació, va decidir llançar una ofensiva contra Pisa. Alhora, Lluc aconseguí la compra de Parma a Opizzo III d'Este.
Lluc Visconti fou un gran militar i un bon senyor, però va destacar especialment per la seva crueltat. El 1341 aconseguí el títol de Vicari Pontifici.
A la seva mort, ocorreguda el 24 de gener e 1349 a la ciutat de Milà, els seus nebots no van tenir problemes per a apartar al fill legítim de Lluc del poder, creant tot un seguit de dubtes entorn a la seva paternitat.